# Pameutingan
Pameutingan is een bestuurslaag in het regentschap Tasikmalaya van de provincie West-Java, Indonesië. Pameutingan telt 3060 inwoners (volkstelling 2010).